# Chained To The Rhythm
«Chained To The Rhythm» — пісня, записана Кеті Перрі для її майбутнього четвертого студійного альбому. У записі пісні взяв участь ямайський співак Скіп Марлі. Пісня була випущена 10 лютого 2017 року. Одночасно було випущено лірк-відео на офіційному каналі співачки на YouTube. Сингл був написаний самою Кеті в співавторстві з Сіей, а головним продюсером пісні виступив Макс Мартін. Також в записі пісні взяв участь ямайський співак Скіп Марлі. «iTunes» про синглі: свіже, вибухове поєднання танців і диско.